# Feuillade
Feuillade (okzitanisch Folhada) ist ein Ort und eine Gemeinde mit 284 Einwohnern (Stand 1. Januar 2022) im westfranzösischen Département Charente in der Region Nouvelle-Aquitaine. Die Gemeinde besteht aus mehreren Weilern (hameaux) und Einzelgehöften.

## Lage
Der Ort Feuillade liegt auf dem Südufer des Flüsschens Bandiat in der alten Kulturlandschaft des Angoumois, einem Teil der Charente, in einer Höhe von ca. 110 m ü. d. M. und ist ca. 30 km (Fahrtstrecke) in südöstlicher Richtung von der Stadt Angoulême entfernt.

## Bevölkerungsentwicklung
| Jahr      | 1800 | 1851 | 1901 | 1954 | 1999 | 2013 |
| Einwohner | 586  | 945  | 595  | 418  | 315  | 292  |

Der Bevölkerungsrückgang im ausgehenden 19. und in der ersten Hälfte des 20. Jahrhunderts ist in der Hauptsache auf den Verlust an Arbeitsplätzen infolge der Reblauskrise im Weinbau und der insgesamt zunehmenden Mechanisierung der Landwirtschaft zurückzuführen.

## Wirtschaft
Lebten die Bewohner des Ortes jahrhundertelang als Selbstversorger von den Erträgen ihrer Felder und Gärten, so wurde im ausgehenden Mittelalter und in der frühen Neuzeit der Weinbau vorangetrieben, der – nach der Reblauskrise im ausgehenden 19. und beginnenden 20. Jahrhundert – jedoch nicht wieder seine frühere Bedeutung erreichte. Vom 16. bis 18. Jahrhundert wurde in der waldreichen Region Eisen verhüttet, welches in Ruelle-sur-Touvre, vor den Toren Angoulêmes, zu Kanonen und anderem, meist militärischem, Gerät gegossen wurde. Heute ist die Milchproduktion der wichtigste Wirtschaftsfaktor der Gemeinde; eine nicht unbedeutende Rolle spielt auch der Tourismus in Form der Vermietung von Ferienwohnungen (gîtes).

## Geschichte
Im Mittelalter war der Ort zwischen den Grafen von Périgord und den Bischöfen von Angoulême umstritten; zwei Burgen (Château de Feuillade und Château de Belleville) schützten den Ort. Mangels erhaltener Aufzeichnungen ist über die Ereignisse während des Hundertjährigen Krieges (1337–1453) oder der Hugenottenkriege (1562–1598) nichts bekannt. Obwohl das Gemeindegebiet im Jahr 1790 großenteils auf dem Gebiet der historischen Provinz Périgord lag, wurde es dem Département Charente zugeschlagen.

## Sehenswürdigkeiten

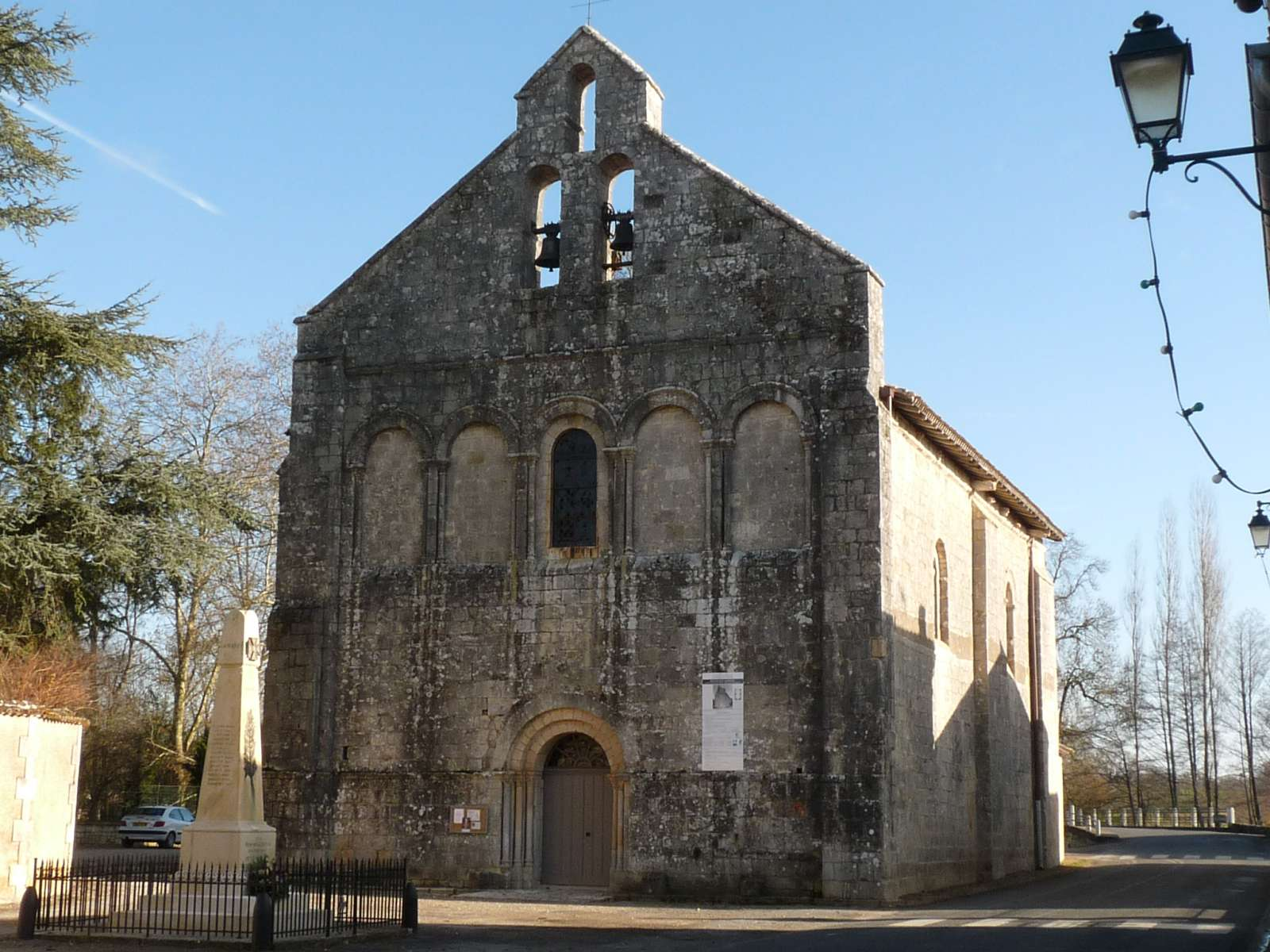
Kirche Saint-Pierre

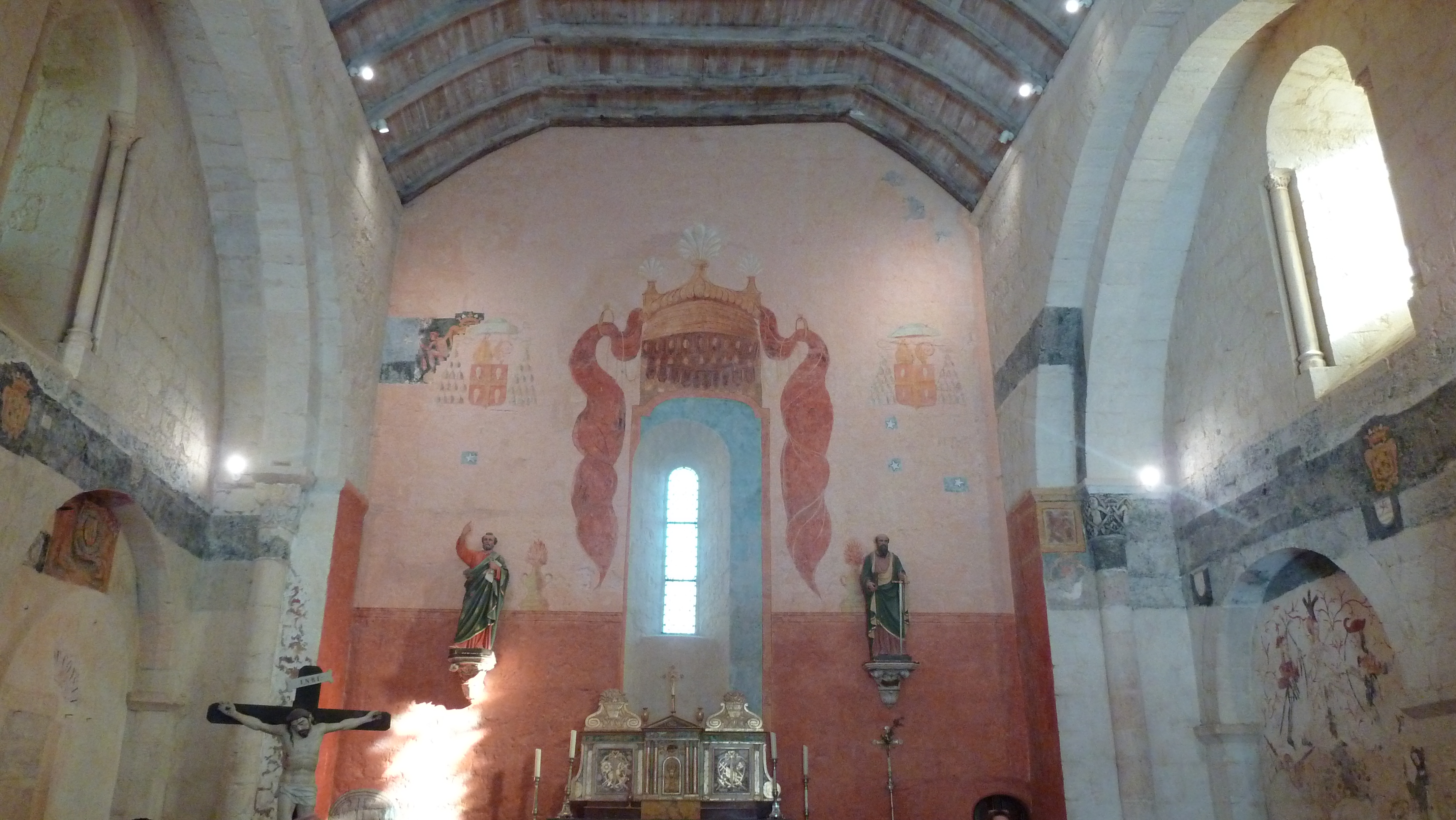
Église Saint-Pierre, innen

- Von einem Vorgängerbau des 11. Jahrhunderts sind noch Reste in der nördlichen Langhauswand erhalten. Die heutige Pfarrkirche Saint-Pierre entstand in der ersten Hälfte des 12. Jahrhunderts; der Bau zeigt nur Ansätze dessen, was wenige Jahrzehnte später den Reiz des charenteser Kirchenbaus ausmachen sollte (vgl. z. B. die Kirche von Échillais): zweigeschossiger Fassadenaufbau mit Triumphbogenschema und Archivoltenportal im Erdgeschoss. In die Westfassade ist hier allerdings ein dreiteiliger Glockengiebel (clocher mur) integriert. Die flachschließende fensterlose Apsis könnte darauf hinweisen, dass die Kirche in Teilen unvollendet geblieben ist oder aber Kriegszerstörungen zu erdulden hatte. Der mit einer trapezförmigen Holzdecke nach oben abschließende Kirchenbau ist bereits seit dem Jahr 1907 als Monument historique anerkannt.[2] Er wurde in den Jahren 2009/10 restauriert; im Innern wurden einige unter diversen Putz- und Farbschichten verborgene Fresken aus fünf Jahrhunderten freigelegt.
- Das im 16. Jahrhundert erbaute und einstmals den Bischöfen von Angoulême gehörende Château de Belleville steht am Ortsrand. Der in Privatbesitz befindliche Baukomplex besteht aus mehreren Rundtürmen und einem Wohntrakt (corps de Logis).

außerhalb
- Das ebenfalls in Privatbesitz stehende und von Wald umgebene Château de la Mothe ist ein Bau des 15. Jahrhunderts, der aber im 19. Jahrhundert umgebaut und erweitert wurde. Zum Baukomplex gehört auch ein Taubenhaus (pigeonnier).
- In der Nähe stehen die Bauten des bis ins 19. Jahrhundert hinein betriebenen Eisenhüttenwerks von La Mothe, welches ebenfalls unter Denkmalschutz gestellt wurde.[3]